# Památník Sigmunda Freuda
Památník Sigmunda Freuda, nazývaný také Pomník Sigmunda Freuda, je památník v Příboře v okrese Nový Jičín. Nachází se také v pohoří Příborská pahorkatina v Moravskoslezském kraji a na Moravě. Autory díla jsou sochař František Navrátil a architekt Zdeněk Makovský.

## Historie a popis díla
Památník Sigmunda Freuda byl postaven v roce 1969 a je tvořen původně čtyřmi a později třemi nestejně vysokými a zčásti hlazenými žulovými kvádrovými sloupy umístěnými na vydlážděném prostranství. Dva zadní sloupy mají tvar písmene „L“. Na ústředním (předním) sloupu je umístěna bronzová busta slavného rakouského židovského psychologa a místního rodáka Sigmunda Freuda a také nápis:
SIGMUND FREUD 1856 – 1939

## Další informace
Místo je celoročně volně přístupné. V blízkosti se nachází Rodný dům Sigmunda Freuda s kovovou Pohovkou Sigmunda Freuda.

## Galerie

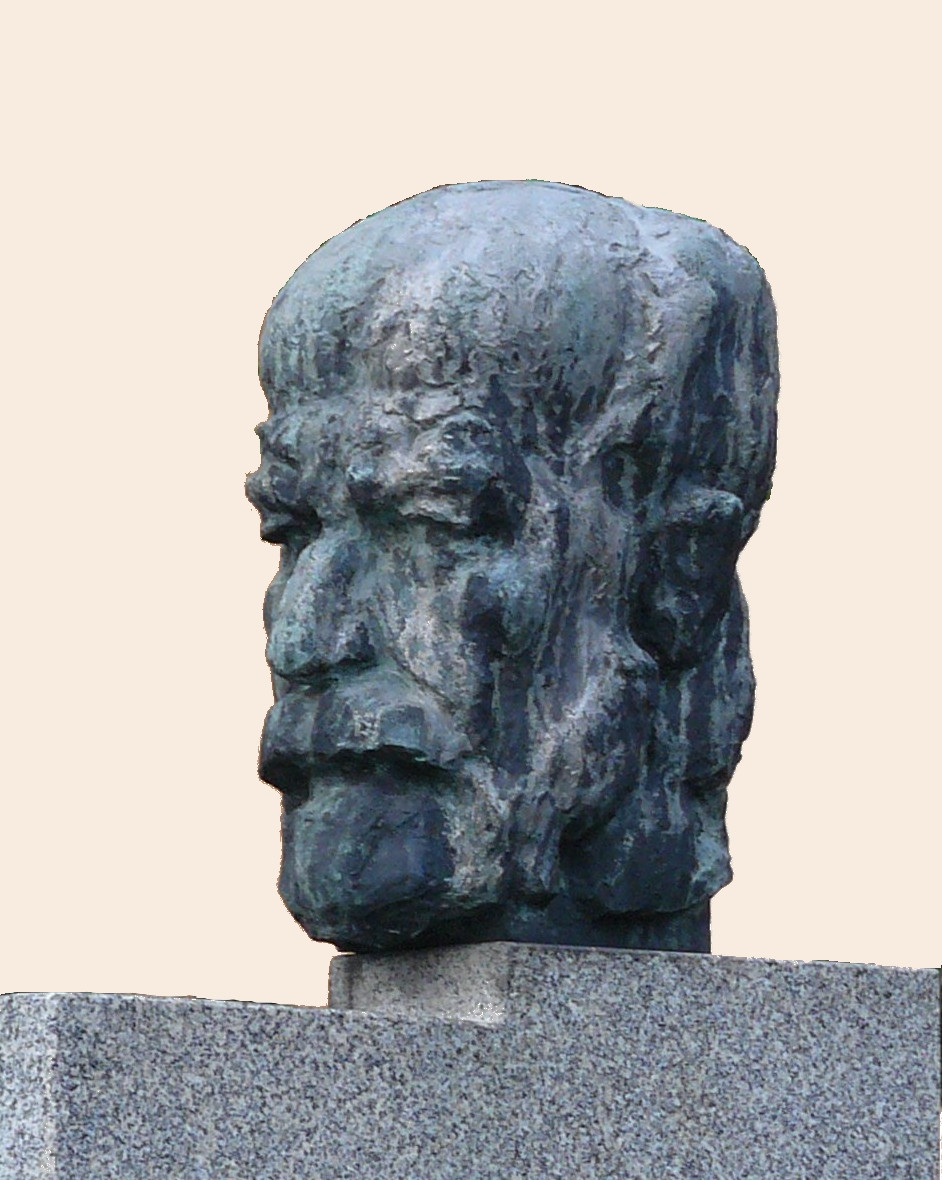
Busta (detail díla)
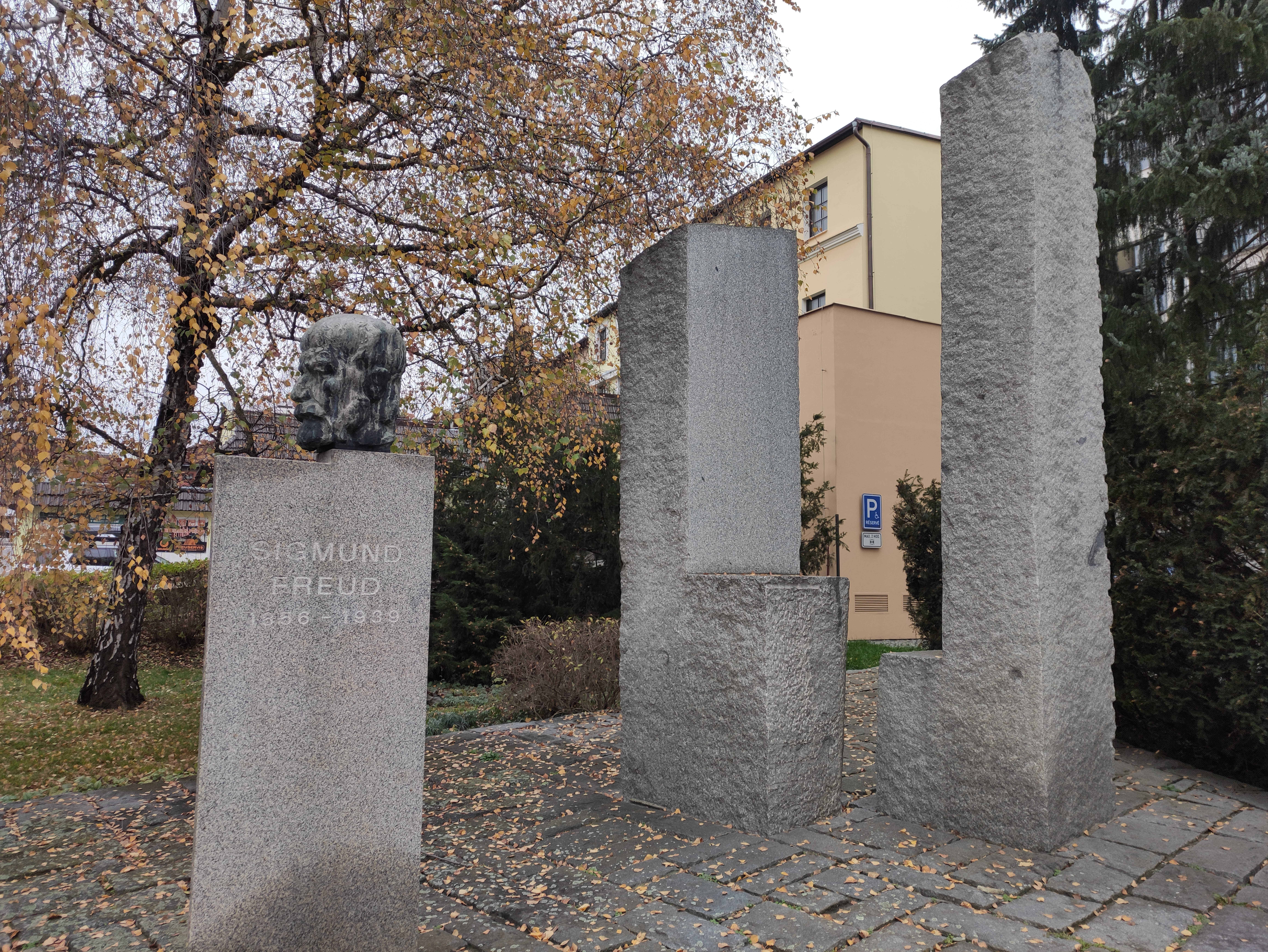
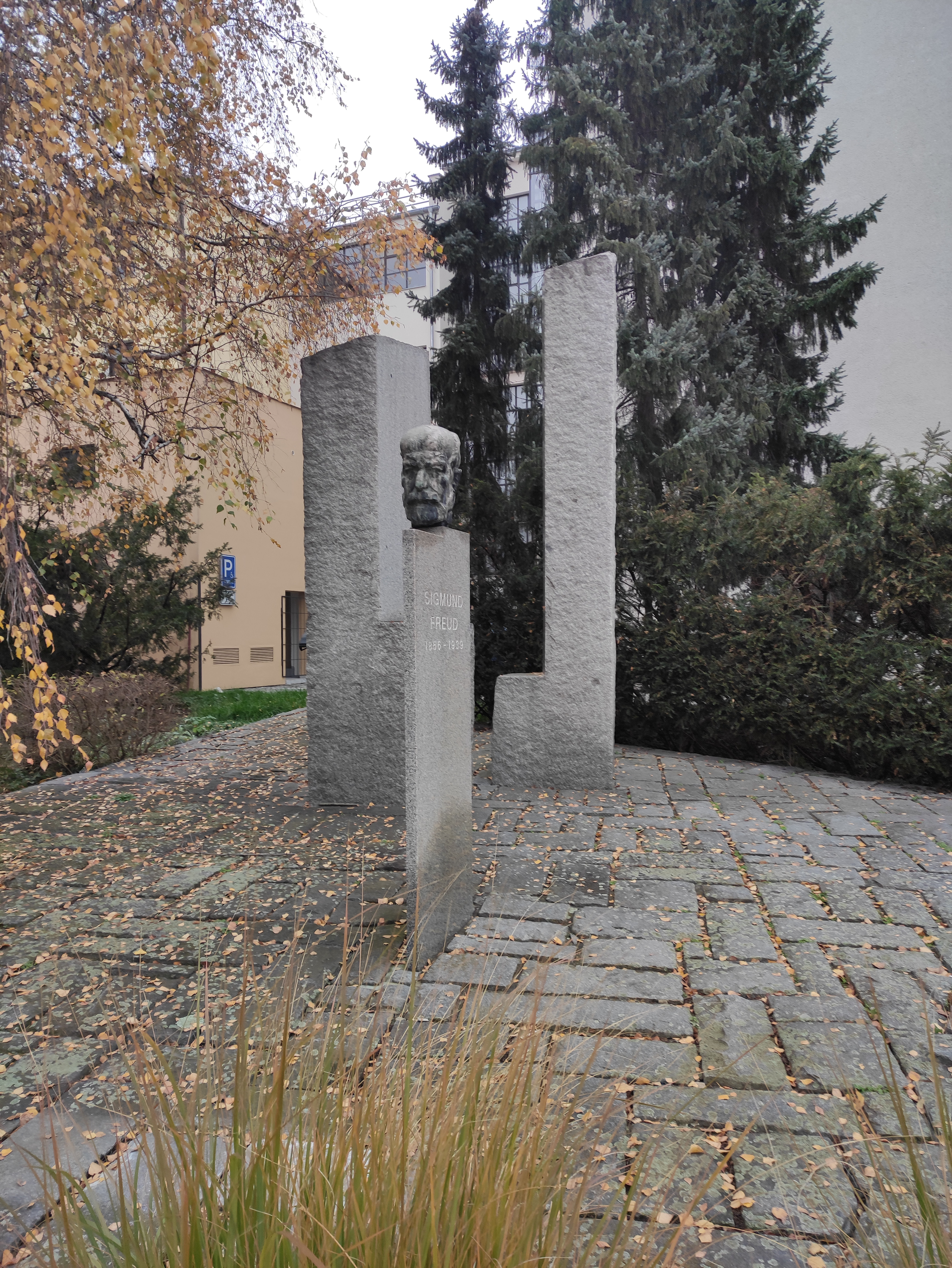
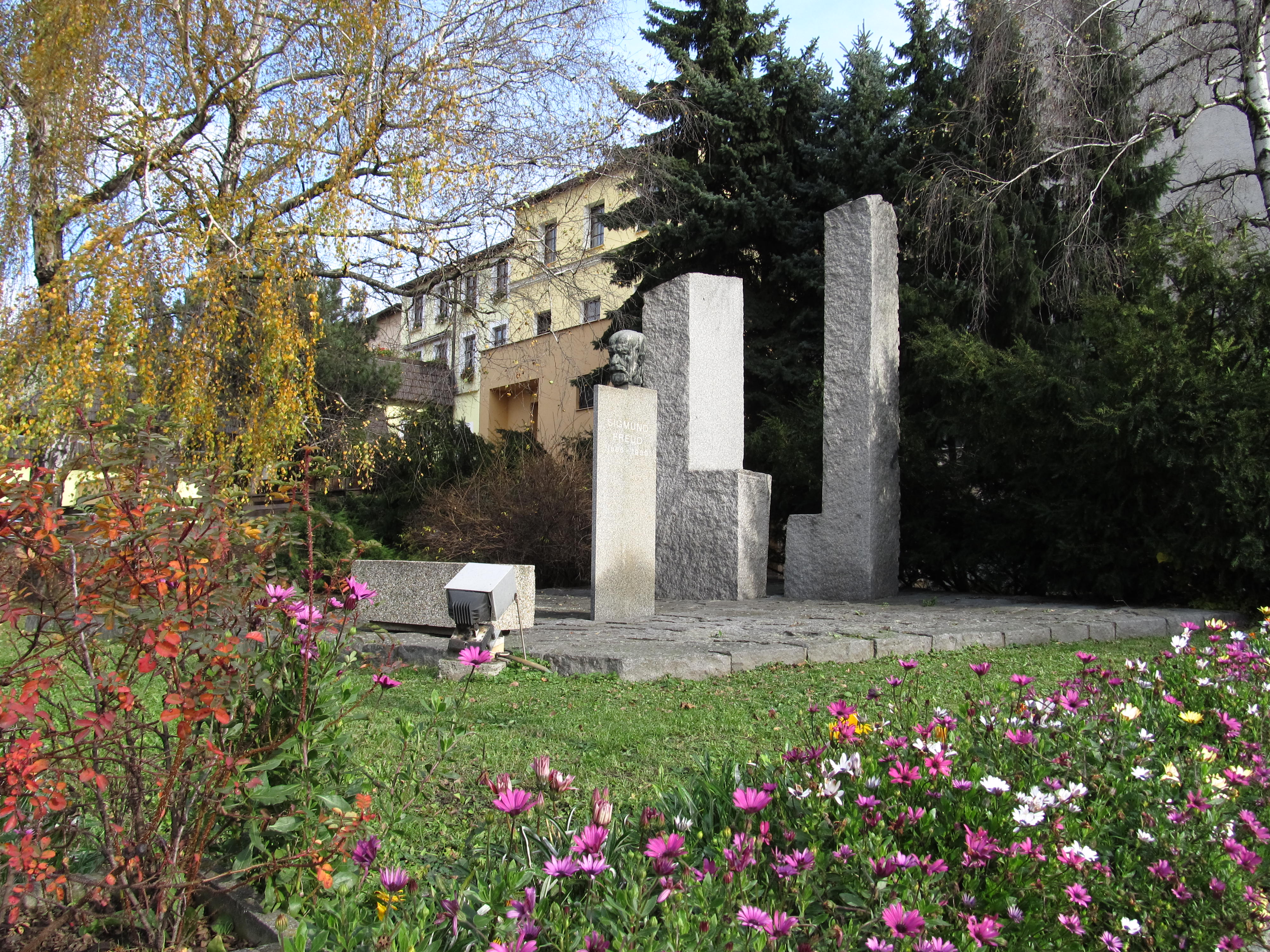
Parková úprava okolí díla
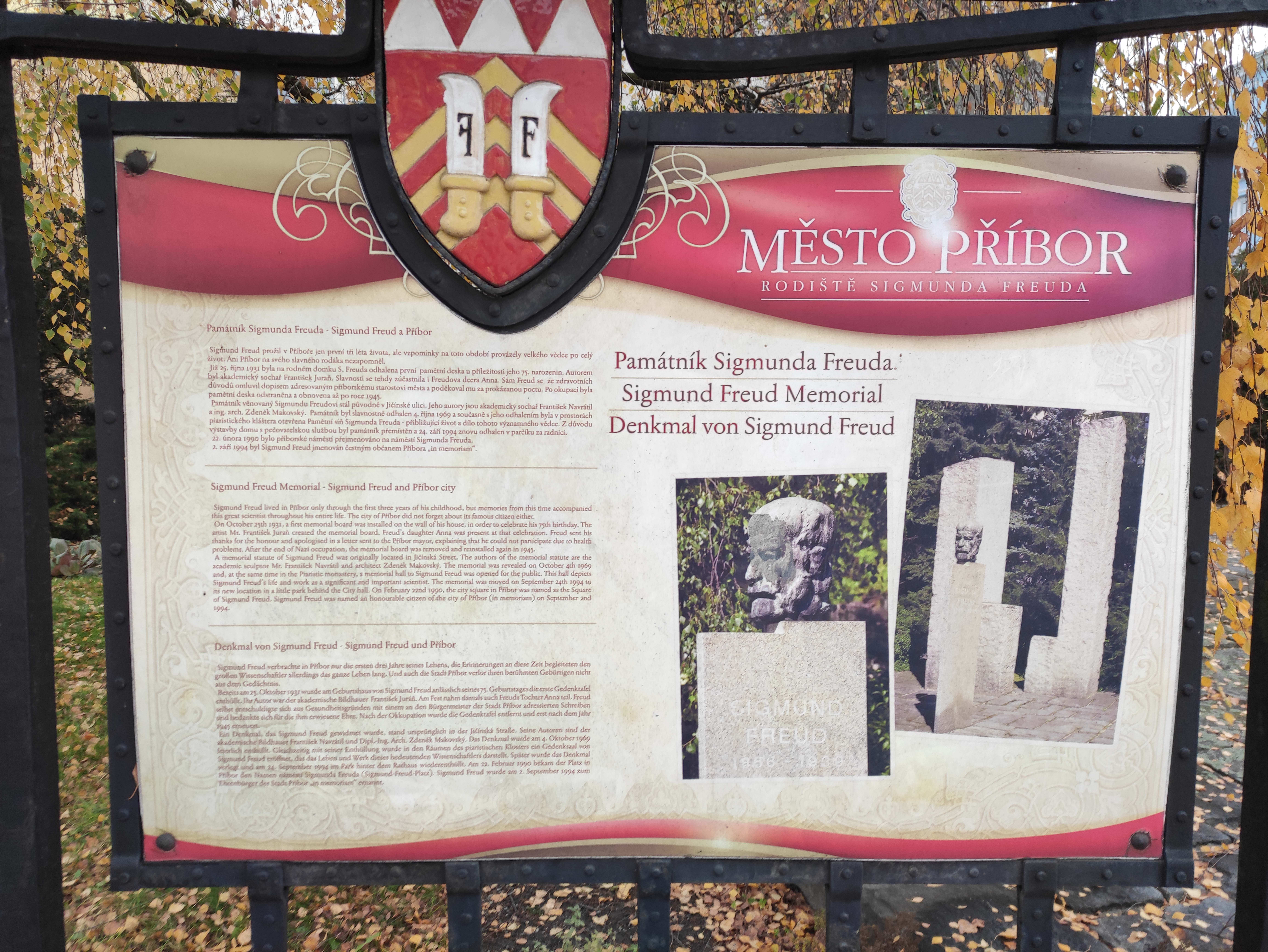
Informační panel u díla